# Бенджамин, Кристофер
Кристофер Джон Бенджамин (англ. Christopher John Benjamin; 27 декабря 1934, Троубридж, Уилтшир, Великобритания — 10 января 2025, Хампстед, Лондон, Англия, Великобритания) — английский актёр, сыгравший множество ролей в театре и на телевидении с 1958 по 2016 год.
Бенджамин сыграл Генри Гордона Джаго в серии «Когти Венг-Чанга» сериала «Доктор Кто» (1977). Эту роль он повторил в аудиодраматическом сериале «Джейго и Лайтфут» (2010—2017, 2021), а также дважды появлялся в этом сериале в ролях сэра Кита Голда в «Инферно» (1970) и полковника Хью Кербишли в «Единороге и осе» (2008). Он также озвучивал Роуфа в мультипликационном фильме «Отчаянные псы» (1982).
Его карьера радиоактёра включала две адаптации на BBC Radio криминальной драмы Кристофера Ли «Колвил и Сомс».

## Биография

### Ранняя жизнь
Родился в Троубридже, Уилтшир, 27 декабря 1934 года. Он служил в Королевских военно-воздушных силах и учился в Королевской академии драматического искусства.

### Карьера
Бенджамин регулярно появлялся на телевидении и радио с 1965 года. Он хорошо известен своими ролями в некоторых из крупнейших культовых телевизионных программ Великобритании. Это включало исполнение одного и того же персонажа («Поттер») в двух телесериалах Патрика Макгуэна, «Опасный человек» и «Заключённый», что породило предположения о том, что они, возможно, связаны. Он сыграл Старика (босса Филипа Роата) в комедии Питера Тилбери на телеканале Thames Television «Требуется обеспокоенный человек» (1981). Он также был приглашённой звездой в «Мстителях» и «Докторе Кто», появившись в каждом из них по три раза, в основном в комедийных ролях.
Бенджамин также сыграл второстепенные роли в нескольких исторических драмах. Он был сэром Джоном Глаттоном, постоянным противником в семейном приключенческом сериале «Дик Терпин», Чаннингом в нескольких эпизодах третьего сезона «Когда приходит лодка» и Проспером Профондом в нашумевшей адаптации «Саги о Форсайтах» 1967 года. Он повторил роль Генри Гордона Джаго из сериала «Доктор Кто» «Когти Венг-Чанга» в тринадцати сезонах аудиопьес «Джаго» и «Лайтфут» после хорошо принятого эпизода аудиодиска-сериала Big Finish Productions «Доктор Кто: Хроники компаньона» под названием «Махогановые убийцы» играя вместе с Тревором Бакстером в роли профессора Джорджа Лайтфута. Он сыграл сэра Уильяма Лукаса в мини-сериале BBC «Гордость и предубеждение» в 1995 году.
Среди немногих ролей Бенджамина в кино можно отметить появление в фильмах «Кольцо яркой воды» (1969), «Короткая встреча» (1974), «Ястреб-убийца» (1980), «Претендент Тичборна» (1998) и «Ангел» (2007). Его последнее появление на экране было в фильме «Тарзан. Легенда» (2016).
Будучи преимущественно театральным актёром, после шести лет работы в репертуарных театрах Манчестера, Солсбери и Бристольского Олд Вика (1958—1965), он регулярно выступал в течение двадцати лет в Королевской шекспировской труппе. Он играл Ника Боттома пять раз, в Бристольском Олд Вике, Риджентс-парке, на BBC Radio 3, в Королевской шекспировской шекспировской труппе (включая тур по Австралии и Новой Зеландии) и, наконец, в Глайндборне в спектакле «Королева фей», прежде чем уйти со сцены в 2012 году.
Выступления Бенджамина в Вест-Энде включали «Как любит другая половина» в театре Duke of Yorks, «Путешествие вокруг моего отца» в Wyndhams, «Тайный брак» в театре Queens, «Суини Тодд» в Королевском национальном театре и «Карьера Артуро Уи» в театре Saville (совместно с Леонардом Росситером). Он также появился в нескольких пьесах в Donmar, Kings Head, Mermaid и т. д. Он играл Фальстафа в репертуаре в Солсбери, в Риджентс-парке и в Globe в 2008 году и после гастролей в США и Великобритании в 2010 году.

### Личная жизнь и смерть
Бенджамин жил в Хампстеде, со своей женой Анной Фокс, актрисой и писательницей. Умер 10 января 2025 года в возрасте 90 лет.

## Избранная фильмография
- 1965 — «Опасный человек» — «Поттер»
- 1966 — «Мстители», серия «Как преуспеть в убийстве» — Дж. Дж. Хатер
- 1967 — «Мстители», серия «Никогда, никогда не говори „умри“» — Уиттл
- 1967 — «Заключённый» — «Поттер»
- 1968 — «Семью семь» — директор клуба
- 1968 — «Мстители», серия «Раскол» — Суидин
- 1969 — «Круг чистой воды» — рыботорговец
- 1970 — «Доктор Кто», серия «Инферно» — сэр Кит Голд
- 1977 — «Доктор Кто», серия «Когти Венг-Чанга» — Генри Гордон Джаго
- 1979—1980 — «Дик Терпин» — сэр Джон Глаттон
- 1982 — «Отчаянные псы» — Роуф
- 1987 — «Казанова» — Массимо
- 1995 — «Гордость и предубеждение»— сэр Уильям Лукас
- 2008 — «Доктор Кто», серия «Единорог и оса» — полковник Хью Кербишли
- 2016 — «Тарзан. Легенда» — Лорд Натсфорд